# جامعة فيكتور بابيش للطب والصيدلة (تيميشوارا)
جامعة «فيكتور بابيش» للطب والصيدلة، تيميشوارا (بالرومانية: Universitatea de Medicină şi Farmacie "Victor Babeş", Timişoara). جامعة حكومية تقع في مدينة تيميشوارا، رومانيا.

## التأسيس والتاريخ
أسست في تاريخ 30 ديسمبر 1944 كاحدى كليات جامعة الغرب في تيميشوارا، وذلك بعد صدور مرسوم من قبل الملك ميخائيل آنذاك، وتم تدشين الجامعة الجديدة بتاريخ 15 يوليو 1945. وقد حوت 412 طالب في السنة الدراسية الأولى عند افتتاح الكلية و76 طالب في السنة الدراسية الثانية مقارنة بعدد طلاب تجاوز 4000 في السنة الأولى عام 2000-2001, منذ ذلك الحين تم تخريج أكثر من 24,000 طالب روماني و 4000 طالب اجنبي.
يتم تدريس الطلاب في أبنية تابعة للجامعة بلإضافة لأربع مستشفيات في المدينة. في فترة 1948-1990 حملت اسم معهد الطب، عام 1990 حملت اسم جامعة الطب والصيدلة، وعام 2001 حملت اسم الطبيب الروماني فيكتور بابيش رسميا.

## كليات الجامعة
- كلية الطب: وتضم:

1. كلية الطب البشري (6 أعوام), تحوي 350 مقعد في العام الأول للطلبة الرومان و80 للأجانب. وتضم:
2. كلية التمريض (4 أعوام)
3. كلية المعالجة الفيزيائية (5 أعوام)
4. كلية القِبالة القانونية (3 سنوات)
5. كلية الأشعة والتصوير الطبي (3 أعوام)
6. كلية العلوم المخبرية (3 أعوام)

- كلية طب الأسنان (6أعوام) أسست عام 1963. وتضم أيضا:

1. كلية التعويضات السنية (3 سنوات)

- كلية الصيدلة (5 أعوام) أسست عام 1991.

تضم الجامعة طلبة أجانب معظمهم من دول مثل صربيا، ألمانيا، مولدوفا، اليونان، الهند، نيجيريا وعدد كبير من العرب معظمهم من سوريا، الأردن، لبنان، المغرب وتونس وفلسطينيو 48.

## مباني الجامعة
تضم الجامعة مركز «بيوس برينزاو» للجراحة المجهرية الوحيد من نوعه على مستوى البلاد، حيث يحوي أدوات تكنولوجية وأجهزة عالية الدقة من أجل العمليات الجراحية الدقيقة. تضم الجامعة أيضا مبني تعليمية رئيسة منتشرة في المدينة بالإضافة لعملها مع عدة مستشفيات أهمها مستشفى مقاطعة تيميش ومستشفى المدينة الرئيسي.
تضم منطقة الحرم الجامعي مبنى سكن طلابي 1-2, ويتبع لها أيضا عدد مباني سكنية للطلاب في منطقة المجمع الطلابي في المدينة.

## معرض صور

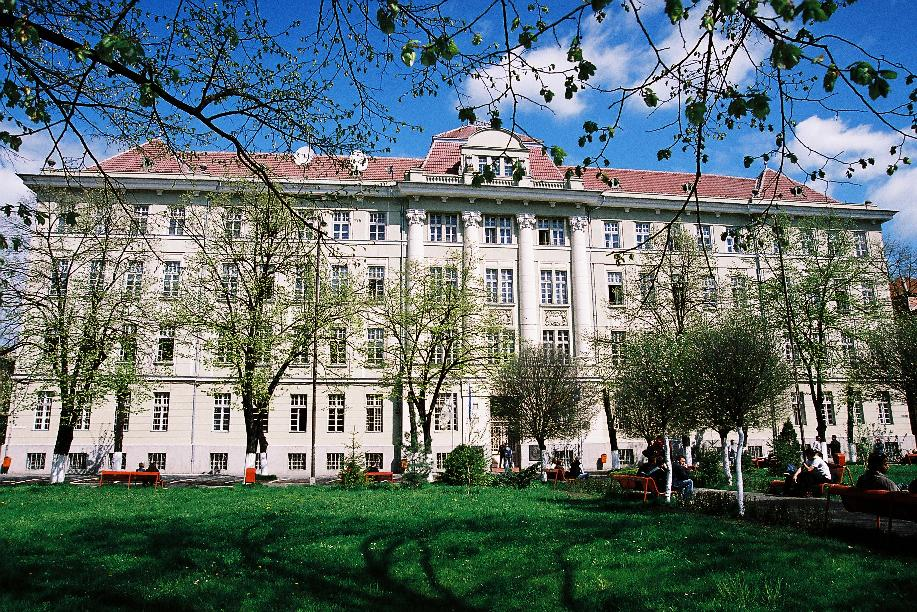
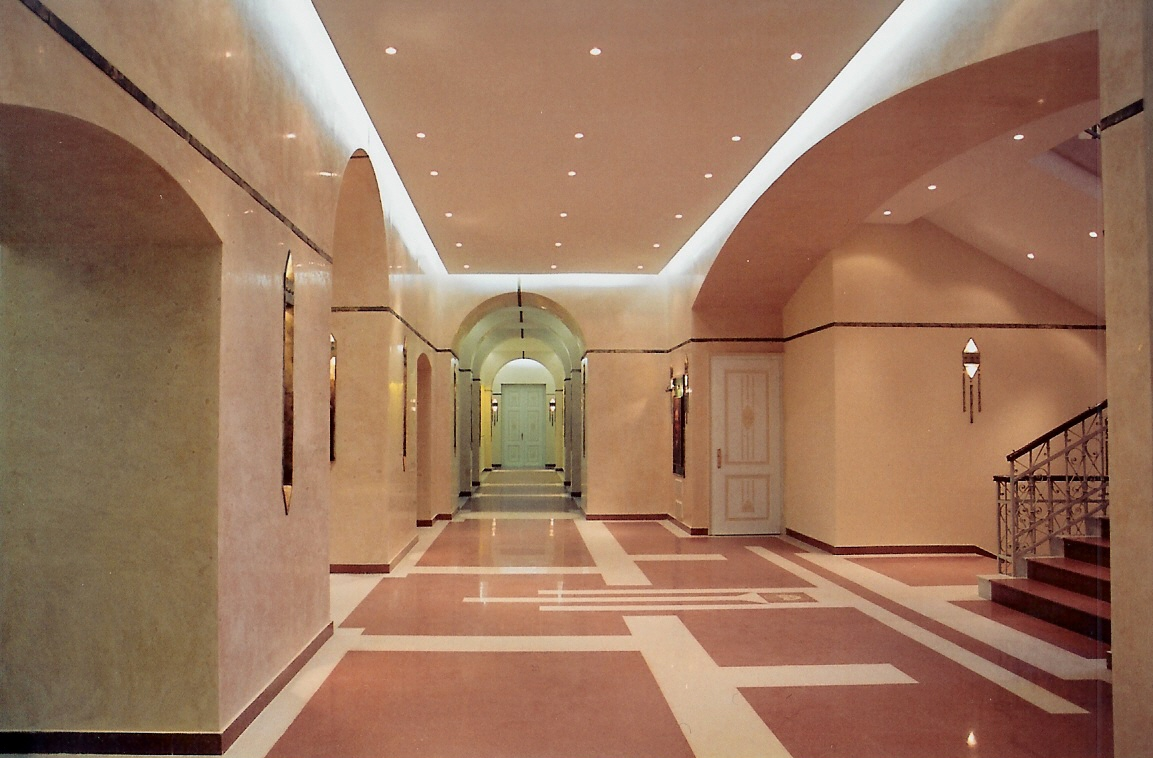
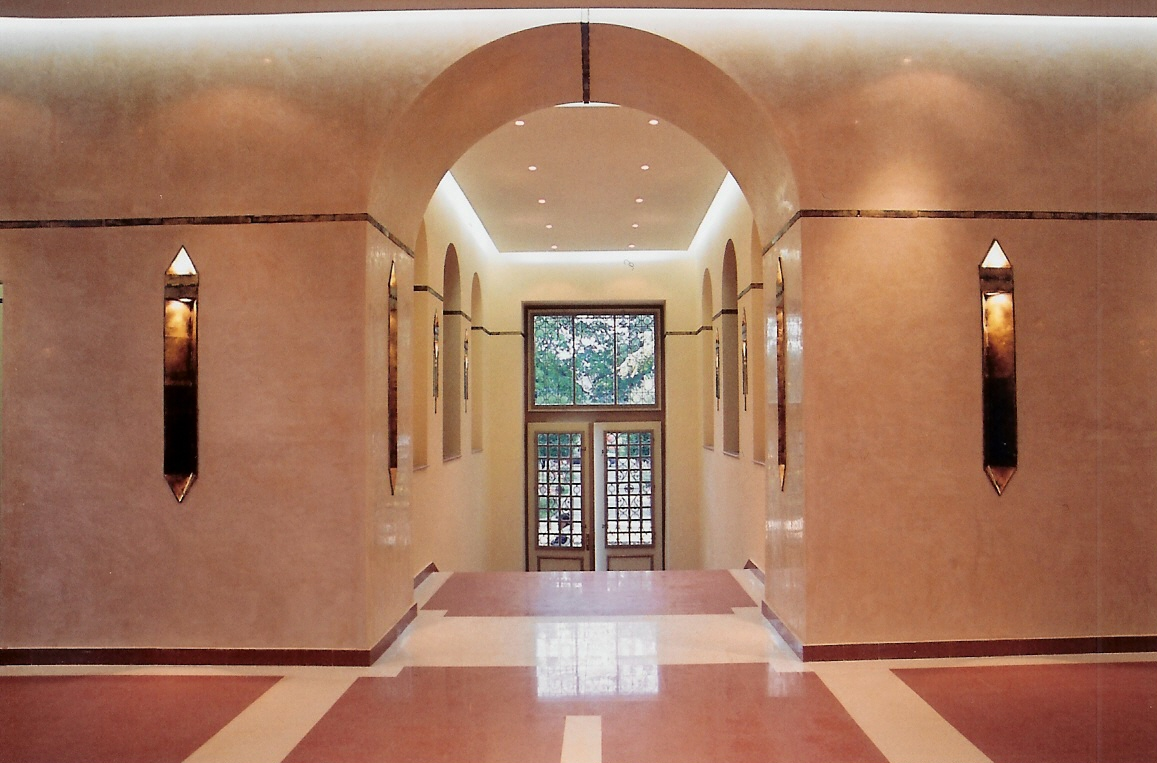

## وصلات خارجية
- الموقع الرسمي
- جمعية طلاب الطب في تيمشوارا